# Primera toma
Primera toma es el primer álbum de estudio de la banda española La Quinta Estación. Primero fue lanzado solo en México en el 3 de mayo de 2002. Al principio el álbum no fue bien recibido debido al desconocimiento de la banda. Sin embargo el álbum logró convertirse en un éxito cuando la canción «¿Dónde irán?», fue utilizada como tema musical de apertura de la exitosa novela Clase 406.
Esta promoción llamó la atención del público en América Latina y los Estados Unidos. La canción fue elegida como el primer sencillo de la banda y fue también su primer éxito comercial en México. Después del lanzamiento de su sencillo debut, La Quinta Estación lanzó dos sencillos más del álbum que fueron aún más grandes que «¿Dónde irán?». Estos fueron «Perdición» y «No quiero perderte».

## Lista de canciones
| Primera toma |                                 |          |  |
| N.º          | Título                          | Duración |  |
| 1.           | «¿Dónde irán?»                  | 3:21     |  |
| 2.           | «No quiero perderte»            | 2:47     |  |
| 3.           | «Ayer»                          | 2:15     |  |
| 4.           | «Sólo es un minuto»             | 2:55     |  |
| 5.           | «Cinco estaciones»              | 3:12     |  |
| 6.           | «Perdición»                     | 3:41     |  |
| 7.           | «Perdiendo el control»          | 3:19     |  |
| 8.           | «Nada será igual»               | 3:05     |  |
| 9.           | «Cuando acaba la noche»         | 3:36     |  |
| 10.          | «Cerca de ti»                   | 2:32     |  |
| 11.          | «Coma»                          | 3:05     |  |
| 12.          | «Todo se vuelve extraño»        | 3:08     |  |
| 13.          | «Contigo sí» (versión acústica) | 2:11     |  |